# Delage Type 15 S 8
Der Delage Type 15 S 8 war ein Rennwagen der französischen Marke Delage.

## Beschreibung
Albert Lory entwickelte dieses Modell. Am 9. Juli 1926 erhielt es mit der Fahrgestellnummer 21.642 und der Motornummer 4 die Zulassung von der nationalen Zulassungsbehörde. Delage setzte das Modell von 1926 bis 1927 ein und Privatfahrer noch bis 1947. Vorgänger war der Delage Type 2 LCV. Einen Nachfolger gab es nicht, da sich Delage vom Rennsport zurückzog.
Ein Achtzylinder-Reihenmotor trieb die Fahrzeuge an. Er hatte 55,8 mm Bohrung und 76 mm Hub. Das ergab 1487 cm³ Hubraum und eine steuerliche Einstufung mit 15 Cheval fiscal. Der Motor leistete 170 PS (125 kW). Die Ausführung von 1926 hatte zwei Roots-Kompressoren.
Für das Rennsportjahr 1927 wurden alle Fahrzeuge umgebaut. Nun hatten sie nur noch einen Kompressor. Dazu gab es weitere Änderungen am Motor. Der Zulassungsbehörde wurde diese zweite Version nicht präsentiert.
Das Fahrzeug hatte 1345 mm Spurweite und 2495 mm Radstand. Eine andere Quelle gibt 3630 mm Fahrzeuglänge, 1590 mm Fahrzeugbreite und 748 kg Leergewicht an. Die Achsen waren starr und an Längsblattfedern geführt. Es gab auch eine Version mit einzeln aufgehängten Vorderrädern, bei denen der Radträger von einem am Rahmen gelagerten Ausleger und an einem Querlenker und der Querblattfeder geführt wurde (sphärische Doppelquerlenkerachse, Zentralenkerachse).
Die Höchstgeschwindigkeit betrug bei der ersten Ausführung bei Testfahrten etwa 200 km/h und bei der zweiten Ausführung 210 km/h, abhängig von der verwendeten Getriebeübersetzung.
Insgesamt entstanden vier Fahrzeuge.

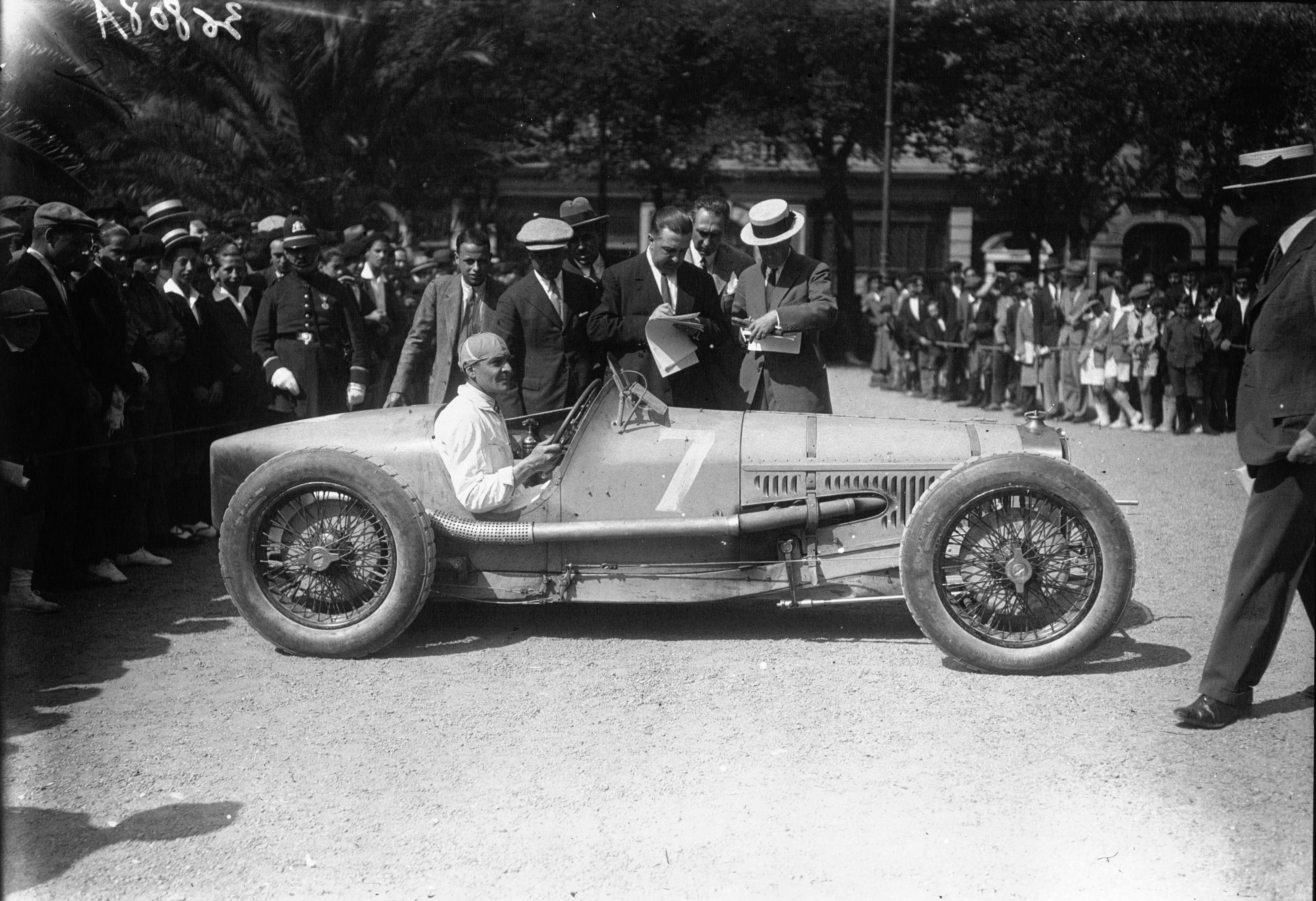
Robert Benoist am Steuer eines Delage Type 15 S 8

## Renngeschichte
Beim Gran Premio de San Sebastián 1926 in San Sebastián am 18. Juli 1926 wurde das Team Edmond Bourlier/Robert Sénéchal Zweiter, André Morel/Robert Benoist Vierter und Benoist/Sénéchal/Louis Wagner Sechser. Beim Großen Preis von Großbritannien am 7. August 1926 in Brooklands gewannen Wagner/Sénéchal, während Benoist/André Dubonnet Dritte wurden und Sénéchal ausfiel. Den Grand Prix de La Baule am 28. August 1926 gewann Wagner.
Den Grand Prix de l’Ouverture am 13. März 1927 in Montlhéry gewann Benoist. Beim Grand Prix de Provence in Miramas genau zwei Wochen später erreichte er zwar den sechsten Startplatz, startete aber nicht. Beim Großen Preis von Frankreich 1927 am 3. Juli 1927 in Montlhéry gab es einen Dreifachsieg durch Benoist, Bourlier und Morel. Beim Großen Preis von Spanien 1927 vier Wochen später in San Sebastian holte erneut Benoist den Sieg, während Bourlier Dritter wurde und Morel ausfiel. Beim Grand Prix de La Baule am 25. August 1927 nahm Bourlier teil, schied aber aus. Den Großen Preis von Italien 1927 am 4. September 1927 in Monza gewann erneut Benoist. Beim Großen Preis von Großbritannien am 1. Oktober 1927 in Brooklands holten Benoist, Bourlier und Albert Divo die ersten drei Plätze.
Louis Chiron erreichte den siebten Platz beim Indianapolis 500 1929. Malcolm Campbell, Francis Curzon, 5. Earl Howe, Raoul de Rovin, Sénéchal, William „Bummer“ Scott, Sydenham Armstrong-Payn, Richard Seaman, Prinz Bira und Woodall setzten die Fahrzeuge noch länger ein. Das letzte bekannte Rennen war 1947 die Ulster Trophy in Ballyclare, wo Woodall gewann.

## Statistik
| Datum         | Veranstaltung                                       | Ort                   | Klasse                   | Team                                                                                                  | Ergebnis |
| ------------- | --------------------------------------------------- | --------------------- | ------------------------ | --- | --- |
| 18. Juli 1926 | Gran Premio de San Sebastián 1926                   | San Sebastián         | Formule Internationale   | Edmond Bourlier/Robert Sénéchal André Morel/Louis Wagner/Robert Benoist /Robert Sénéchal/Louis Wagner | Platz 2 Platz 4 Platz 6 |
| 7. Aug. 1926  | Großer Preis von Großbritannien                     | Brooklands            | Formule Internationale   | Robert Sénéchal/Louis Wagner Robert Benoist/André Dubonnet Louis Wagner                               | Platz 1 Platz 3 Ziel nicht erreicht |
| 28. Aug. 1926 | Grand Prix de La Baule                              | La Baule              |                          | Louis Wagner                                                                                          | Platz 1 über 100 km Platz 1 über 1 km mit fliegendem Start                                                                                         |
| 13. März 1927 | Grand Prix de l’Ouverture                           | Montlhéry             | Formula Libre            | Robert Benoist                                                                                        | Platz 1 |
| 27. März 1927 | Grand Prix de Provence                              | Miramas               | Formula Libre            | Robert Benoist                                                                                        | nicht gestartet trotz Platz 7 im Qualifikationslauf                                                                                                |
| 15. Mai 1927  | Rennen von La Fère nach Saint-Quentin               | La Fère–Saint-Quentin |                          | Robert Benoist                                                                                        | Platz 1 |
| 29. Mai 1927  | Bergrennen von Poix                                 | Amiens                |                          | Robert Benoist                                                                                        | Platz 1 |
| 3. Juli 1927  | Großer Preis von Frankreich 1927                    | Montlhéry             | Formule Internationale   | Robert Benoist Edmond Bourlier André Morel                                                            | Platz 1 Platz 2 Platz 3 |
| 31. Juli 1927 | Großer Preis von Spanien 1927                       | San Sebastián         | Formule Internationale   | Robert Benoist Edmond Bourlier André Morel                                                            | Platz 1 Platz 3 Ziel nicht erreicht |
| 25. Aug. 1927 | Geschwindigkeitsfahrten (1 km mit fliegendem Start) | La Baule              | Formula Libre            | Edmond Bourlier                                                                                       | Platz 2 1 |
| 25. Aug. 1927 | Grand Prix de La Baule                              | La Baule              | Formula Libre            | Edmond Bourlier                                                                                       | Ziel nicht erreicht |
| 4. Sep. 1927  | Großer Preis von Italien 1927                       | Monza                 | Formule Internationale   | Robert Benoist                                                                                        | Platz 1 |
| 1. Okt. 1927  | Großer Preis von Großbritannien 1927                | Brooklands            | Formule Internationale   | Robert Benoist Edmond Bourlier Albert Divo                                                            | Platz 1 Platz 2 Platz 3 |
| 9. Juni 1928  | Grand Prix de Dieppe                                | Dieppe                | Type 15 S 8              | Malcolm Campbell                                                                                      | Platz 1 |
| 7. Juli 1928  | Meeting de Dieppe                                   | Dieppe                |                          | Earl Howe (?)                                                                                         | Platz 1 in der Klasse |
| 21. Juli 1928 | Junior Car Club 200 mile race                       | Brooklands            |                          | Malcolm Campbell                                                                                      | Platz 1 |
| 6. Sep. 1928  | Trophée National                                    | Boulogne-sur-Mer      |                          | Malcolm Campbell                                                                                      | Platz 1 |
| 14. Apr. 1929 | Großer Preis von Monaco 1929                        | Monaco                | Formula Libre            | Raoul de Rovin                                                                                        | Ziel nicht erreicht |
| 30. Mai 1929  | Indianapolis 500 1929                               | Indianapolis          |                          | Louis Chiron                                                                                          | Platz 7 |
| 7. Juli 1929  | Grand Prix de la Marne                              | Reims                 | Formula Libre 2000 cm³   | Raoul de Rovin                                                                                        | Ziel nicht erreicht |
| 21. Sep. 1930 | Großer Preis von Frankreich 1930                    | Pau                   | Formula Libre            | Robert Sénéchal                                                                                       | Platz 6 |
| Nov. 1930     | Rekordfahrten                                       | Montlhéry             |                          | William „Bummer“ Scott                                                                                | Internationaler Rekord über 3 Stunden Internationaler Rekord über 6 Stunden Internationaler Rekord über 500 km Internationaler Rekord über 1000 km |
| 24. Mai 1931  | Großer Preis von Italien 1931                       | Monza                 | Formule Internationale   | Robert Sénéchal/Henri Frètet                                                                          | Ziel nicht erreicht |
| 7. Juni 1931  | Grand Prix de Genève                                | Genf                  | Formula Libre            | Robert Sénéchal                                                                                       | - |
| 21. Juni 1931 | Großer Preis von Frankreich 1931                    | Montlhéry             | Formule Internationale   | Robert Sénéchal/Henri Frètet William „Bummer“ Scott/Sydenham Armstrong-Payn                           | Platz 5 Ziel nicht erreicht |
| 26. Juli 1931 | Grand Prix de Dieppe                                | Dieppe                | Formula Libre            | Earl Howe                                                                                             | Platz 1 |
| 2. Aug. 1931  | Circuit du Dauphiné                                 | Grenoble              | Formula Libre            | Goffredo Zehender                                                                                     | Platz 3 |
| Okt. 1931     | Bergrennen von Gometz-de-Châtel                     | Gometz-le-Châtel      |                          | Robert Benoist                                                                                        | Platz 1 in der Klasse bis 1,5 Liter Hubraum |
| 30. Apr. 1932 | British Empire Trophy                               | Brooklands            | Formula Libre            | Earl Howe                                                                                             | Platz 3 |
| 22. Mai 1932  | Avusrennen                                          | Berlin                | Voiturette 1500 cm³      | Earl Howe                                                                                             | Platz 1 |
| 17. Juli 1932 | Großer Preis von Deutschland (Klasse bis 1500 cm³)  | Nürburgring           | Voiturette 1500 cm³      | Earl Howe                                                                                             | Platz 4 |
| 24. Juli 1932 | Grand Prix de Dieppe                                | Dieppe                | Formula Libre            | Earl Howe                                                                                             | Platz 3 |
| 14. Aug. 1932 | Coppa Acerbo 1932                                   | Pescara               | Formula Libre            | Earl Howe                                                                                             | Platz 7 |
| 11. Sep. 1932 | Gran Premio di Monza                                | Pescara               | Formula Libre            | Earl Howe                                                                                             | Im Vorlauf ausgeschieden |
| 20. Mai 1933  | Internationales AVUS-Rennen 1933                    | Berlin                | Voiturette 1500 cm³      | Earl Howe                                                                                             | Platz 3 |
| 28. Mai 1933  | Eifelrennen 1933                                    | Nürburgring           | Voiturette 1500 cm³      | Earl Howe                                                                                             | Platz 1 |
| 26. Aug. 1934 | Prix de Berne                                       | Bremgarten bei Bern   | Voiturette 1500 cm³      | Earl Howe                                                                                             | Platz 5 |
| 14. Juli 1935 | Grand Prix d’Albi                                   | Albi                  | Voiturette 1500 cm³      | Earl Howe                                                                                             | Platz 3 |
| 20. Juli 1935 | Grand Prix de Dieppe                                | Dieppe                | Voiturette 1500 cm³      | Earl Howe                                                                                             | Ziel nicht erreicht |
| 25. Aug. 1935 | Prix de Berne                                       | Bremgarten bei Bern   | Voiturette 1500 cm³      | Earl Howe                                                                                             | Platz 3 |
| 28. Mai 1936  | International Light Car Race                        | Douglas               | Voiturette 1500 cm³      | Richard Seaman                                                                                        | Platz 1 |
| 14. Juni 1936 | Eifelrennen                                         | Nürburgring           | Voiturette 1500 cm³      | Richard Seaman                                                                                        | Ziel nicht erreicht |
| 21. Juni 1936 | Circuit de Picardie                                 | Péronne               | Voiturette 1500 cm³      | Richard Seaman                                                                                        | Ziel nicht erreicht |
| 2. Aug. 1936  | Coppa Ciano Junior                                  | Circuito di Montenero | Voiturette 1500 cm³      | Richard Seaman                                                                                        | Platz 6 |
| 15. Aug. 1936 | Coppa Acerbo 1936 Junior                            | Pescara               | Voiturette 1500 cm³      | Richard Seaman                                                                                        | Platz 1 |
| 23. Aug. 1936 | Prix de Berne                                       | Bremgarten bei Bern   | Voiturette 1500 cm³      | Richard Seaman                                                                                        | Platz 1 |
| 29. Aug. 1936 | Junior Car Club 200 mile race                       | Donington Park        | Voiturette 1500 cm³      | Richard Seaman                                                                                        | Platz 1 |
| 12. Okt. 1936 | RAC Light Car Race                                  | Brooklands            | Voiturette               | Richard Seaman                                                                                        | Platz 1 |
| 27. Juni 1937 | Grand Prix de Picardie                              | Péronne               | Voiturette 1500 cm³      | Prinz Bira                                                                                            | Im Vorlauf ausgeschieden |
| 11. Sep. 1937 | Dublin Trophy                                       | Phoenix Park          | Voiturette 1500 cm³      | Prinz Bira                                                                                            | Ziel nicht erreicht |
| 15. Juni 1946 | Gransden Lodge Invitation Meeting                   | Gransden Lodge        | Rennwagen 1500 cm³       | Roy Parnell                                                                                           | Ziel nicht erreicht |
| 14. Juli 1946 | Grand Prix d’Albi                                   | Albi                  | Rennwagen 1500 cm³       | David Hampshire                                                                                       | Ziel nicht erreicht |
| 21. Juli 1946 | Grand Prix des Nations                              | Genf                  | Rennwagen 1500 cm³       | David Hampshire                                                                                       | Im Vorlauf ausgeschieden |
| 10. Aug. 1946 | Ulster Trophy                                       | Ballyclare            | Rennwagen 1500 cm³       | Leslie Johnson                                                                                        | Ziel nicht erreicht |
| 8. Mai 1947   | Jersey Road Race                                    | Saint Helier          | Formule Internationale   | Barry Woodall                                                                                         | Platz 14 |
| 13. Juli 1947 | Gransden Trophy                                     | Gransden Lodge        | Formula Libre            | David Hampshire                                                                                       | Ziel nicht erreicht (Challenger-Delage) |
| 9. Aug. 1947  | Ulster Trophy                                       | Ballyclare            | Formule Internationale   | Barry Woodall                                                                                         | Platz 2 |
| 21. Aug. 1947 | British Empire Trophy                               | Douglas               | Formule Internationale   | Barry Woodall David Hampshire                                                                         | Platz 7 Ziel nicht erreicht (Challenger-Delage) |
| 29. Apr. 1948 | Jersey Road Race                                    | Saint Helier          | Formule Internationale I | David Hampshire                                                                                       | Platz 7 |
| 18. Apr. 1949 | Richmond Trophy                                     | Goodwood              | Formel 1                 | Richard Habershon                                                                                     | Platz 8 |
| 18. Apr. 1949 | Chichester Cup                                      | Goodwood              | Formula Libre            | Richard Habershon                                                                                     | Platz 11 |
| 25. Juni 1949 | Maidstone & Mid Kent M.C. Meeting                   | Silverstone           | Formula Libre            | Richard Habershon                                                                                     | Platz 1 |
| 30. Juli 1949 | Midland Motoring Enthusiast’s Club Meeting          | Silverstone           | Rennwagen 1500 cm³       | Richard Habershon                                                                                     | Platz 1 |
| 20. Aug. 1949 | International Trophy                                | Silverstone           | Formel 1                 | Richard Habershon                                                                                     | Ziel nicht erreicht |
| 17. Sep. 1949 | Goodwood Trophy                                     | Goodwood              | Formel 1                 | Richard Habershon                                                                                     | Platz 8 |
| 15. Juni 1950 | British Empire Trophy                               | Douglas               | Formel 1                 | Tony Rolt                                                                                             | Platz 7 |
| 13. Juli 1950 | Jersey Road Race                                    | Saint Helier          | Formel 1                 | Tony Rolt                                                                                             | Ziel nicht erreicht |
| 26. Aug. 1950 | International Trophy                                | Silverstone           | Formel 1                 | Tony Rolt                                                                                             | Im Vorlauf ausgeschieden |
| 5. Mai 1951   | International Trophy                                | Silverstone           | Formel 1                 | Tony Rolt                                                                                             | Platz 7 (Delage-ERA) |
| 14. Mai 1951  | Festival of Britain Trophy                          | Goodwood              | Formula Libre            | Tony Rolt                                                                                             | Platz 6 (Delage-ERA) |
| 2. Juni 1951  | Ulster Trophy                                       | Dundrod               | Formel 1                 | Peter Walker                                                                                          | Platz 8 (Delage-ERA) |
| 11. Aug. 1951 | Daily Mail Trophy                                   | Boreham               | Formula Libre            | Tony Rolt                                                                                             | Ziel nicht erreicht (Delage-ERA) |
| 29. Sep. 1951 | Goodwood Trophy                                     | Goodwood              | Formel 1                 | Peter Walker                                                                                          | Platz 3 (Delage-ERA) |
| 14. Apr. 1952 | Richmond Trophy                                     | Goodwood              | Formel 1                 | Tony Rolt                                                                                             | Ziel nicht erreicht (Delage-ERA) |
| 2. Juni 1952  | Sussex International Trophy                         | Goodwood              | Formula Libre            | Tony Rolt                                                                                             | Ziel nicht erreicht (Delage-ERA) |
| 19. Juli 1952 | Daily Express Formula Libre Trophy                  | Silverstone           | Formula Libre            | Eric Thompson                                                                                         | Platz 10 (Delage-ERA) |
| 27. Sep. 1952 | Daily Graphic Goodwood Trophy                       | Goodwood              | Formula Libre            | Tony Rolt                                                                                             | Ziel nicht erreicht (Delage-ERA) |

Quelle, sofern nicht gesondert angegeben: